# SV Sunny Point
SV Sunny Point is een Surinaamse voetbalclub uit Sunny Point, ten westen van Paramaribo. De club speelt de thuiswedstrijden in het George Deul Stadion in Paramaribo.
Sunny Point komt uit in de Tweede Divisie van de Surinaamse Voetbal Bond (stand 2019).